# Futtatókörnyezet
A futtatókörnyezet programok futtatásához szükséges szoftverkörnyezet.
Ennek részét képezi az operációs rendszer, illetve a telepített programkönyvtárak, segédprogramok, esetenként rendszerbeállítások.

## Önálló programok
A legtöbb program telepítővel rendelkezik, mely önállóan futtatható, és célja a futtatási környezet létrehozása, illetve a program beállítása.

## Interpreteres vagy kiegészítő programok
Ezek esetében a program futtatása nem csak a fentieket, hanem a futást segítő szolgáltatás(ok)at, illetve a kiegészítendő rendszert is igényli.
Például egy weboldal igényel egy webkiszolgálót, és esetleg a szerver oldalon feldolgozásra kerülő részének interpreterét.